# Louis Rosier
Louis Rosier (5. listopadu 1905 Chapdes-Beaufort, Puy-de-Dôme – 29. října 1956 Neuilly-sur-Seine, Hauts-de-Seine), byl francouzský automobilový závodník.
Jako automobilový závodník se Louis Rosier prosadil až po skončení druhé světové války. Kariéru začínal s vozem Talbot. Premiérové vítězství získal roku 1947 na Grand Prix Albi. Na okruhu v Albi dokázal pak vyhrát ještě v roce v roce 1950 znovu na voze Talbot a v letech 1952 a 1953 s vozem Ferrari.
Sezónu 1948 Louis Rosier zahájil na okruhu v Pau kde obsadil 4. místo. O dva měsíce později představil nový vůz Talbot v San Remu, ale ani s novým vozem nedokázal ohrozit vozy Maserati a se ztrátou čtyř kol skončil na pátém místě, v srpnové Grand Prix Commingues skončil na čtvrtém místě. N stupně vítězů se dostal až na okruhu v Albi, kde skončil třetí, přestože v obou jízdách zajel až šestý čas. Při Velké ceně Itálie v Turínu doplatil na slabší vůz a tak šesté místo bylo maximem. Do Velké ceny Británie dokázal vyladit vůz na optimální nastavení a získat čtvrté místo. V následujícím závodě Grand Prix du Salon získal druhé vítězství v kariéře.
Rok 1949 začal Rosier až sedmým závodem, tj. Grand Prix Velké Británie, kde dojel na čtvrtém místě. Dalšího vítězství dosáhl na trati v Belgickém Spa, kde zvítězil se značným nádskokem. V tomto roce se stal nejlepším Francouzem a zároveň Národním Šampiónem.
V roce 1950 vzniklo oficiální Mistrovství světa vozů F1 a Rosier se zúčastnil všech Grand Prix započítávaných do šampionátu, pravidelně dojížděl na bodovaných místech a získal 13 bodů, což znamenalo konečné 4. místo v celkové klasifikaci. V Belgii a ve Švýcarsku vystoupil na stupně vítězů. Mimo to dokázal zvítězit na okruhu v Albi a v Zandvoortu. V tomto roce také společně se svým synem zvítězil ve slavném závodě v Le Mans.
Rok 1951 nebyl tolik úspěšný jako předešlý. Dokázal zvítězit v Zandvoortu a Bordeaux, v mistrovství světa získal jen 3 body za čtvrté místo v Británii.
Následující dva roky (1952 – 53 jezdil Rosier s vozem Ferrari, a mimo dvou vítězství v Albi nedokázal v šampionátu bodovat.
Od roku 1954 až do své smrti (1956) jezdil s vozem Maserati 250F ve Formuli 1, ale již nedosáhl výraznějšího úspěchu.
Louis Rosier zemřel při havárii s vozem Ferrari při setkání sportovních vozů v Montlher.

## Tituly
- 1949 Mistr Francie

## Vítězství
- 1947 Grand Prix Albi
- 1948 Grand Prix Salon
- 1949 Grand Prix Belgie
- 1950 Grand Prix Albi
- 1950 Grand Prix Nizozemska
- 1950 24 h Le Mans
- 1951 Grand Prix Nizozemska
- 1951 Grand Prix Bordeaux
- 1952 Grand Prix Albi
- 1953 Grand Prix Albi
- 1953 Grand Prix Sables d'Olonne
- 1956 1000 km Paris

## Formule 1
- 1950 4. místo
- 1951 12. místo
- 1952 bez bodů
- 1953 bez bodů
- 1954 bez bodů
- 1955 bez bodů
- 1956 19. místo

- 38 Grand Prix
- 0 vítězství
- 0 pole positions
- 0 nejrychlejších kol
- 18 bodů
- 2x podium

## Nejlepší umístění na mistrovství světa F1
- 1950 3. místo Grand Prix Švýcarska
- 1950 3. místo Grand Prix Belgie